# 井手久登
井手 久登（いで ひさと、1936年9月9日 - ）は、日本の造園・緑地学研究者。生態学者。教育者。東京大学名誉教授。日本学術会議会員。農学博士。首都機能移転の環境に関する研究会座長。岳父は経済史学者の大塚久雄。
研究テーマは生態学的土地利用計画、農村計画学、緑地環境計画。造園系文化財保護・現地保存と環境保全。都市緑化・緑地保全、植生分布、果樹変異、生垣、緑環境・緑景観、保存樹街路樹保全などや生活環やナショナル・トラストなど。1992年、農村計画学会会長。1995年、日本都市計画学会副会長。日本公園緑地協会公園緑地研究委員会委員長。2001年、日本都市計画学会功績賞。2014年、第8回みどりの学術賞。

## 経歴
- 東京府出身[1]
- 1961年、東京大学農学部卒業（卒業論文：庭樹の配植に関する研究）
- 1963年、東京大学大学院修士課程修了（修士論文：造園樹木の耐潮性に関する研究）
- 1964年、日本都市計画学会計画設計部門石川賞
- 1971年、東京大学大学院博士課程修了（農業地域の景域保全に関する植物社会学的研究）東京大学農学部園芸学第二講座助手
- 1974年～1994年、東京大学農学部助教授
- 1993年～1995年、 (社)日本造園学会会長
- 1994年～1997年、東京大学農学部教授
- 1996年、東京大学大学院農学生命科学研究科教授
- 2003年、早稲田大学理工学総合研究センター教授
- 2004年～2005年度、早稲田大学理工学術院教授
- 2005年～早稲田大学理工学総合研究センター客員教授

## 著書
- 緑地保全の生態学 (UPバイオロジー 40) （1980)
- 緑地生態学―ランドスケープ・エコロジー（亀山章と、1993)
- 自然立地的土地利用計画 （武内和彦と、1985)
- 緑地環境科学  (1997)
- 緑地保全の生態学 (1980年) (UP biology 1980)
- 造園学（高橋理喜男、渡辺達三、勝野武彦、らと共著 1986)
- プライド・オブ・プレイス (SD選書) シヴィック・トラスト (1976年 井手正子と）
- 景域保全論―農業地域の景域保全に関する植物社会学的事例研究 (1971年)
- 公共トイレと環境計画―立地・環境・計画・設計・管理 (1987)
- 河川生態環境評価法（東京大学出版会 2000）
- 地方都市再生の戦略（早稲田大学出版部 2001）
- 文化財の保護 No.33（2001）
- これからの国土・定住地域圏づくり （都市・農業共生空間研究会編著）